# Камалов, Махкам Камалович
Махкам Камалович Камалов (узб. Mahkam Kamolovich Kamolov; 25 декабря 1925, Ташкент, Узбекская ССР, СССР — 21 февраля 2020, Ташкент, Узбекистан) — советский узбекский партийный и государственный деятель. Первый секретарь Наманганского обкома КП Узбекистана (1976—1984), министр плодоовощного хозяйства Узбекской ССР (1989—1991). Участник Великой Отечественной войны.

## Биография
Родился 25 декабря 1925 года в Ташкенте.
Член ВКП(б) с 1948 года.
Трудовую деятельность начал механиком швейной фабрики; участник Великой Отечественной войны.
Являлся инструктором ЦК ЛКСМ Узбекистана, секретарём Ташкентского обкома ЛКСМ Узбекистана, председателем райисполкома, первый секретарь Калининского районного комитета КП Узбекистана, секретарём Наманганского обкома Компартии Узбекистана.
В 1976—1984 годах — первый секретарь Наманганского обкома Компартии Узбекистана. В 1989—1991 годах — министр плодоовощного хозяйства Узбекской ССР.
Избирался депутатом Верховного Совета СССР 10-го созыва.
Умер 21 февраля 2020 года в Ташкенте.

## Награды и звания
Награждён орденами Отечественной войны I степени и Красной Звезды.